# CURIE
Una CURIE (contracción para Compact URI, en español URI Compacto) es una URI abreviada expresada en la sintaxis CURIE, y puede ser encontrado tanto dentro como fuera de documentos XML. Una CURIE es considerada un tipo de dato.
Un ejemplo de sintaxis CURIE: [isbn:0393315703]
Los corchetes pueden ser usados para prevenir ambigüedades entre las CURIE y las URI normales. A estas CURIE se las llama Safe CURIE (CURIE seguras).
Los QNames (los prefijos para espacios de nombres usados en XML) son usados frecuentemente como CURIE, y pueden ser considerados un tipo de CURIE. CURIEs, según la definición del W3C, serán definidas de mejor manera y pueden incluir pruebas.  Al contrario que QNames, la parte de una CURIE después de los dos puntos puede no estar conforme a las reglas para nombres de elementos.
El primer borrador de trabajo del W3C sobre la sintaxis CURIE fue publicado el 7 de marzo de 2007. La recomendación final fue liberada el 16 de diciembre de 2010.

## Ejemplo
Este ejemplo está basado en otro del borrador de trabajo W3C (del 7 de marzo de 2007), usando la sintaxis QName dentro de XHTML.
```
<
html xmlns:wiki="http://en.wikipedia.org/wiki/"
>

    
<
head
>
...
<
/head
>

    
<
body
>

        
<
p
>

            Descubre más sobre 
<
a href="
[wiki:Bioma]
"
>
biomas
<
/a
>
.
        
<
/p
>

    
<
/body
>

<
/html
>
```

- La definición("<html xmlns:wiki="http://en.wikipedia.org/wiki/">") esta descatada en amarillo
- La CURIE ("[wiki:Bioma]") esta destacada en verde